# Гейніш Василь Васильович

Васи́ль Васи́льович Ге́йніш — український журналіст і редактор, Заслужений журналіст України, лауреат літературної премії імені Ольги Кобилянської у номінації «Публіцистика». Член Національної спілки журналістів України з 1980 року.

## Життєпис
Народився 26 листопада 1950 р. у м. Рахові Закарпатської області. Дружина — Софія (1954), доньки — Галина (1970) і Уляна (1982), онуки — Яна (1997) і Назар (2012), праонука — Аделіна (2014).
Закінчив факультет журналістики Львівського держуніверситету імені Івана Франка (1977). У 1991 році заочно закінчив Київський інститут політології та соціального управління.
1977—1982 — кореспондент, зав. відділу, відповідальний секретар районної газеиі «Червона зірка» (Хотин Чернівецької області).
1978—1979 — кореспондент обласної газети «Молодь Закарпаття» (Ужгород).
Живе і працює у Глибоці на Буковині. З 1982 року — заступник, а з 1992 — головний редактор райгазети «Новий день». З 2016 — фрілансер. Голова районної організації НСЖУ (1992—2016), переможець творчого конкурсу обласної організації НСЖУ «Слово про колегу». Керівник корпункту журналу «Ґражда» на Буковині (з 1995). Автор численних публікацій в обласних і загальнодержавних ЗМІ.

## Нагороди
- Почесні грамоти Національної спілки журналістів України та Чернівецької обласної державної адміністрації і Чернівецької обласної ради.

- Орден-відзнака «Патріот Гуцульщини» (2011).